# Between Mountains
Between Mountains est un groupe musical islandais éphémère, qui a remporté le Músíktilraunir en avril 2017.

## Histoire
Le groupe est formé en mars 2017 par Katla Vigdís Vernhardsdóttir, originaire de Suðureyri, et Ásrósa Helga Guðmundsdóttir, originaire de Núpi. Katla chante, écrit les chansons et les paroles et joue du clavier, et Ásrós chante et joue du xylophone et de l'accordéon,. Le groupe participe au concours musical Músíktilraunir, qu'il remporte aux finales d'avril 2017. 
En 2019, le groupe sort son seul et unique album, Little Lies. Le 25 octobre 2019, il apparait sur la page Facebook de Between Mountains que le groupe ne continuerait pas en duo : « Salut tout le monde! Alors Little Lies est sorti et le nouvel album sortira dans une semaine, le 1er novembre. La sortie de cet album marquera la fin de Between Mountains en duo car Ásrós a décidé de concentrer ses efforts sur d'autres intérêts. Katla va poursuivre seule le projet. Merci pour tous les merveilleux moments de ces deux dernières années, ça a été génial ! et Katla a hâte de vous voir et de jouer pour vous tous à l'avenir ! Tout nos amours — Katla et Ásrós »

## Discographie
- 2019 : So Little Lies